# Manulea cereola
Manulea cereola là một loài bướm đêm thuộc phân họ Arctiinae, họ Erebidae. Nó được tìm thấy ở Fennoscandia, the Baltic States và adjacent Nga cũng như Anpơ.
Sải cánh dài 18–32 mm.
Ấu trùng ăn nhiều loại địa y từ chi Parmelia.